# Diagonal

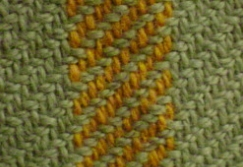
Diagonal typu 2/2

Diagonal – rodzaj tkaniny wełnianej o splocie skośnym z bardzo dużym nachyleniem prążków. Jest stosowana na odzież oraz podszewki.